# Loca piel
Loca piel es una telenovela chilena creada por Jorge Marchant Lazcano junto a Sergio Bravo, dirigida por María Eugenia Rencoret y exhibida por Televisión Nacional de Chile desde el 12 de agosto hasta el 21 de diciembre de 1996. 
Protagonizada por Bastián Bodenhöfer, Javiera Contador, Álvaro Escobar y Ana María Gazmuri.

## Sinopsis
Verónica Alfaro (Javiera Contador) es una afamada actriz de televisión que es contratada para el rol estelar de la nueva historia del Canal OTV. Esta posibilidad laboral no le gustaba mucho a su novio Guillermo Carter (Bastián Bodenhöfer), el tenista más exitoso del momento en Chile, por los costos que la fama podía tener para su relación.
Todo empeoraba cuando aparecía Martín Paige (Álvaro Escobar) en la vida de Verónica, quien le causaba varios conflictos a su relación por la semilla de duda que sembraba en el corazón de Verónica.

## Reparto
- Bastián Bodenhöfer como Guillermo Carter Claro
- Javiera Contador como Verónica Alfaro Bonfante
- Álvaro Escobar como Martín Page Lynch
- Ana María Gazmuri como Paula Greene
- Yael Unger como Pilar Lynch
- Jaime Vadell como Gerardo Page
- Sonia Viveros como Trinidad Yávar
- Mauricio Pešutić como Hernán Cañas
- Alejandra Fosalba como Manuela Phillips
- Tamara Acosta como Danitza Torres / Lorena Torres
- Consuelo Holzapfel como Gisela Bonfante
- Eduardo Barril como Eladio Alfaro
- Renato Munster como Emilio Duval
- Paola Volpato como María Olivia Carter Clar
- Shlomit Baytelman como Diana Balbontín
- Patricio Strahovsky como Álvaro Renard
- Rodolfo Bravo como Robinson Torres
- Patricia Guzmán como Eliana Lara
- Patricia Rivadeneira como Estela Behnke
- Rodrigo Bastidas como Jaime Benavente
- Solange Lackington como Genoveva Rubio
- Rosita Nicolet como Vilma Cevallos
- Silvia Santelices como Irene Claro
- Luz Jiménez como Bernarda Castillo
- Tito Bustamante como Domingo Videla
- Yuyuniz Navas como Alejandra Foster Lynch
- Francisco Pérez Bannen como Vicente Cruz Yávar / Vicente Page Yávar
- Mónica Godoy como Javiera Renard Balbontín
- Paulo Meza como Alexis Torres
- Pamela Villalba como Yolanda Peña
- Nicolás Fontaine como Gabriel Renard Balbontín
- Gloria Canales como Gloria Riquelme
- Josefina Velasco como Rita Moreira
- Gabriel Prieto como Rolando "Rolo" Moreira
- Nicolás Huneeus como Dante Sandoval
- Karin Wilkomirsky como María Flores
- Cristián González como Miguel Ángel Sandoval
- Sebastián Arrau como Antonio Blanco
- Jorge Hevia Cristino como Rodrigo Carter Behnke
- Camila Guzmán Novak como María Ignacia Renard

## Banda sonora

### Volumen 1
1. Grupo Ryo - Loca Piel
2. Alberto Plaza - Bandido (Tema de Martín)
3. Luz Casal - Piensa en mí (Tema de Paula Green)
4. Gemini - Calor (Tema de Manuela)
5. Zucchero - El Vuelo (Tema de Guillermo)
6. Pablo Dagnino - Dejó las llaves (Tema de Gabriel)
7. Egoticos - Estamos bien (Tema de Verónica y Guillermo)
8. Biagio Antonacci & Ricardo Montaner - No Sé A Quien Debo Creer (Tema de Álvaro)
9. Aleste -  Mundo salvaje (Tema de Rodrigo)
10. Myriam Hernández & Paul Anka - Tu Cabeza En Mi Hombro (Tema de Gerardo y Pilar)
11. Marcos Llunas - Vida (Tema de Alejandra y Hernán)
12. Andrea Tessa - Como Pez en el agua (Tema de Yolanda)
13. Ricky Martin - Te Extraño, Te Olvido, Te Amo (Tema de Javiera y Vicente)
14. Los Chulos - Eres Más (Tema de Danitza y Dante)
15. Luis Eduardo Aute - Alevosia
16. Antonella Arancio - Recuerdos Del Alma (Tema de Trinidad y Gerardo)
17. Buddy Richard - Si una vez (Tema de Úrsula)

Bonus Track
1. Mal Corazón - Eterno días de invierno (Tema de María Olivia y Emilio)
2. Los de más abajo - La Colita
3. Paradisio - Bailando

### Volumen 2
Loca Piel... ¡TOTAL!
1. Illya Kuryaki & The Valderramas - Abarajame (Tema de Dante y Alexis)
2. Zimbabwe - Paseo Nocturno
3. Lucybell - Cuando Respiro tu Boca
4. Pánico - Demasiada Confusión
5. Panteras Negras - Pitta 2 (Cuidado con el Punga)
6. La Pozze Latina - La Subida
7. Lord Bayron - Cofra
8. Jovanotti - Ragazzo Fortunato (Tema de Vicente)
9. La Dolce Vitta - Amor a la Mala (Tema de Lorena y Dante)
10. Los Vándalos - Tonight
11. La Portuaria - Supermambo (Tema de Vilma, Genoveva y Robinson)
12. Chancho En Piedra - Guach Perry (Tema de Robinson)
13. Anachena - Soft

Bonus Tracks
1. Dj Pump - X Files
2. Cool News - 1,2,3,4 (Sumpin' News)

### Volumen 3
PURE ROCK BALLADS
1. Roxette - Listen to your Heart
2. Joan Osborne - One Of Us
3. U2 - I Still Haven't Found What I'm Looking For
4. The Cranberries - Ode To My Family
5. Olivia Newton John - Phisical
6. INXS - Never Tear Us Apart
7. Simply Red - Something got me started
8. Elton John - Sacrifice
9. Europe - Carrie
10. Bad English - When I' See your Smile
11. Eric Clapton - Wonderful Tonight
12. J.J. Cale - After Midnight
13. Faith No More - Easy
14. Del Amitri - Driving With The Brakes On
15. Texas - So In Love With You
16. Extreme - More Than Words

Otros temas no incluidos en los discos
1. Ana Cirré - El Cielo del Tíbet (Tema de Verónica)
2. Millie - Por primera vez (Tema de Javiera)
3. Jammin - Douappadoup (Tema de Gerardo)
4. Me & My - Dub I Dub (Tema de María Flores)
5. Sandy & Papo - Mueve, Mueve (Tema de Lorena)
6. Sandy & Papo - Es Hora de Bailar (Tema de los Torres)
7. Gin Blossoms - Til I Hear it from you (Tema de María Olivia)

## Producción
En esta telenovela debutan los actores Francisco Pérez-Bannen, Javiera Contador, Pamela Villalba, Yuyuniz Navas y Jorge Zabaleta. Aunque, en este último caso fue únicamente un breve papel como cajero de banco, al año siguiente, Zabaleta emigró a Canal 13 para participar en Playa Salvaje, donde tuvo un rol mayor. Mientras que el personaje de Estela Behnke, encarnado por Patricia Rivadeneira, debutó con la trama ya avanzada, puesto que la actriz formaba parte del elenco de su predecesora, Sucupira.

## Recepción
Loca piel alcanzó una audiencia de 20,9 puntos de rating, frente a 25,5 de Adrenalina de Canal 13. La telenovela ha sido recordada hasta la actualidad por un blooper ampliamente conocido en internet desde aquel entonces como «Carne mechada con puré». La situación ocurre en una escena donde Martín Page (Álvaro Escobar) y Gerardo Page (Jaime Vadell) acuden al lujoso restaurante del Club Santiago Sporting que en ese momento estaba en huelga de trabajadores. Por ello, Álvaro Escobar, al preguntar sobre el almuerzo, este le respondió que era «Carne mechada con puré», provocando la risa incontrolable del actor. Según él, aclaró que se debió a un ataque de risa ya que la escena no había sido ensayada junto con el garzón (Juan Pablo Silva) lo que provocó las risas al momento de grabar la escena. Luego de varias repeticiones, los productores decidieron cambiar el menú por pollo asado con arroz, para así, evitar la risa de Álvaro, pero todo terminó en una descontrolada risa de todos los presentes en la escena.
Javiera Contador quien interpretaba a la protagonista Verónica Alfaro en Loca piel, junto a Francisca Merino quien hacía lo mismo con su personaje de Cathy Winter en Adrenalina, realizaron un comercial conjunto para una conocida marca de champú que apoyaba a la Teletón de ese año. Asimismo, los actores de ambas producciones se unieron para enfrentarse en un partido de Baby Fútbol en beneficio de la cruzada solidaria, imponiéndose el equipo de Canal 13 por sobre el de Televisión Nacional. 

## Emisión internacional
- Ecuador: SíTV.

## Retransmisiones
Loca piel fue retransmitida en una ocasión por la señal nacional de TVN entre abril y septiembre de 1998; primero a las 18:00 horas y luego con el inicio del programa Pase lo que pase, se atrasó a las 19:00 horas. Después de la Copa Mundial de Fútbol de Francia de ese año, se cambió para las 15:30 horas.